# José Yves Limantour
José Yves Limantour (Città del Messico, 26 dicembre 1854 – Parigi, 26 agosto 1935) è stato un politico ed economista messicano.
Deputato, fu Segretario delle Finanze del Messico dal 1893 al 1910, sotto la presidenza di Porfirio Díaz.
Prima che scoppiasse la Rivoluzione messicana, nel 1910, lui e il generale Bernardo Reyes, erano due tra i candidati principali a succedere a Díaz come presidente del Messico. Tuttavia dopo la rivoluzione di Francisco Madero andò in esilio in Francia, dove morì a Parigi nel 1935.